# طارق النوفل
طارق النوفل (وُلد عام 1977، الرياض) هو إعلامي وصحفي سعودي وناشط في مجال الرياضة.
والده محمد بن إبراهيم النوفل رئيس القسم الرياضي بجريدة الرياض سابقاً وجده إمام وخطيب جامع ومصلى العيد «بن نوفل» في وسط الرياض. ويعود نسبه إلى قبيلة الاشراف من بني حسين بن علي بن أبي طالب.

## السيرة المهنية
أب لأربعة أبناء حاصل على شهادة البكالوريوس اقتصاد وعلوم إدارية من جامعة الإمام محمد بن سعود 2001م التحق بالإعلام سنة 1996م محرراً في قسم المحليات في جريدة الرياض ديلي، ثم تنقل بين عدد من الصحف حتى استقر مديراً للمركز الإعلامي بنادي الشباب سنة 2010م.

## نشاطاته
عمل في بعض القنوات والبرامج التلفزيونية والصحف:
- قناة لاين سبورت
- قناة MBC1 في برنامج اكشن يا دوري
- ناقد رياضي في قناة 24 الرياضية منذ 2015 وحتى الآن .ناقد بقناة الكأس
- كاتب عامود في صحيفة النادي التابعة لمؤسسة عكاظ الصحفية.
- كاتب عامود في صحيفة الرياض التابعة لمؤسسة اليمامة الصحفية.
- كتب في صحيفة عكاظ.